# Walter Weller
Walter Weller (* 30. November 1939 in Wien; † 14. Juni 2015 ebenda) war ein österreichischer Geiger und Dirigent.

## Leben
Walter Weller war in den Jahren 1961 bis 1972 Konzertmeister der Wiener Philharmoniker und des Staatsopernorchesters. 1966 erfolgte nach seinem Dirigierstudium bei Josef Krips (1902–1974) sein Debüt als Dirigent.
Weller wurde ab 1971/72 Generalmusikdirektor der Duisburger Sinfoniker, 1975 bis 1978 Chefdirigent beim Niederösterreichischen Tonkünstlerorchester und von 1977 bis 1980 beim Royal Liverpool Philharmonic Orchestra, das ihn nach Ablauf des Vertrages zum Ehrengastdirigenten auf Lebenszeit ernannte. 1980 bis 1986 folgte die Chefstelle beim Royal Philharmonic Orchestra London, anschließend bis 1991 war er Chefgastdirigent des Spanischen Nationalorchesters. Von 1992 bis 1997 war er musikalischer Leiter des Royal Scottish National Orchestra, ab 1994 Musikdirektor der Allgemeinen Musikgesellschaft in Basel, Operndirektor des Theaters Basel und Chefdirigent des Basler Sinfonie-Orchesters. Die Stuttgarter Philharmoniker verliehen 2003 Walter Weller den Titel „Ehrendirigent“. Von November 2007 bis Juni 2012 wirkte er als Musikalischer Direktor und Chefdirigent des Belgischen Nationalorchesters, das ihn anschließend zum Musikalischen Ehrendirektor ernannte.

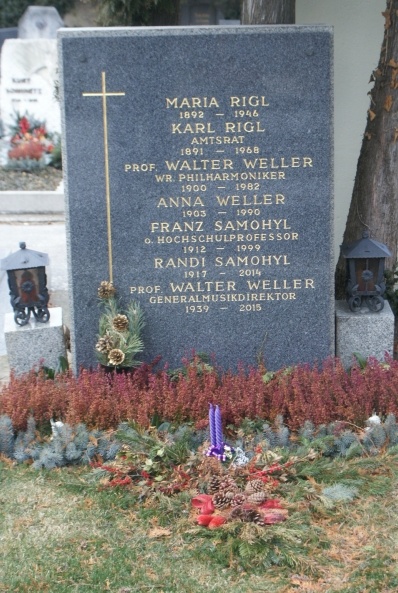
Grab von Walter Weller

Seine Grabstätte befindet sich auf dem Döblinger Friedhof (Gr. 6, R. 3, Nr. 2) in Wien.

## Weller-Quartett
1959 gründete Walter Weller ein Streichquartett, das Weller-Quartett, das bis 1971 tätig war. Einspielungen des Weller-Quartetts erschienen bei Decca Records (heute: UMG) und London Records.
Mitglieder waren:
- Walter Weller, 1. Violine
- Alfred Staar, 2. Violine
- Helmut Weiss, Viola
- Ludwig Beinl bzw. Robert Scheiwein, Violoncello

## Auszeichnungen
- 1998: Großes Silbernes Ehrenzeichen für Verdienste um die Republik Österreich[4]
- Österreichisches Ehrenkreuz für Wissenschaft und Kunst[5]